# Idralazina
L'idralazina cloridrato  è il principio attivo di indicazione specifica contro l'ipertensione, attualmente non prodotto e commercializzato in Italia. Agisce tramite un'azione vasodilatatrice arteriosa diretta.

## Indicazioni
È utilizzato come supporto contro l'ipertensione, anche grave, contro lo scompenso cardiaco in associazione al nitrato, e le crisi ipertensive comprese quelle che compaiono durante la gravidanza.

## Dosaggi
- Ipertensione, per via orale 25 mg 2 volte al giorno, (dose massima 50 mg)
- Scompenso cardiaco, per via orale 25 mg 3,4 volte al giorno (dose massima 75 mg 4 volte al giorno)
- Crisi ipertensive, con iniezione endovenosa lenta 5–10 mg diluiti in 10ml di fisiologica, per infusione endovenosa 200-300 ug/minuto

## Effetti indesiderati
Tachicardia, palpitazioni, vampate, cefalea, ipotensione, vertigine, disturbi gastrointestinali.
Si deve sospettare LES indotto da farmaci se vi sono condizioni quali perdita di peso o artrite.